# Якусидзи
Якуси-дзи (яп. 薬師寺 Якуси-дзи) — древний буддийский храм в Японии в городе Наре. Храм охраняется как объект Всемирного наследия ЮНЕСКО.

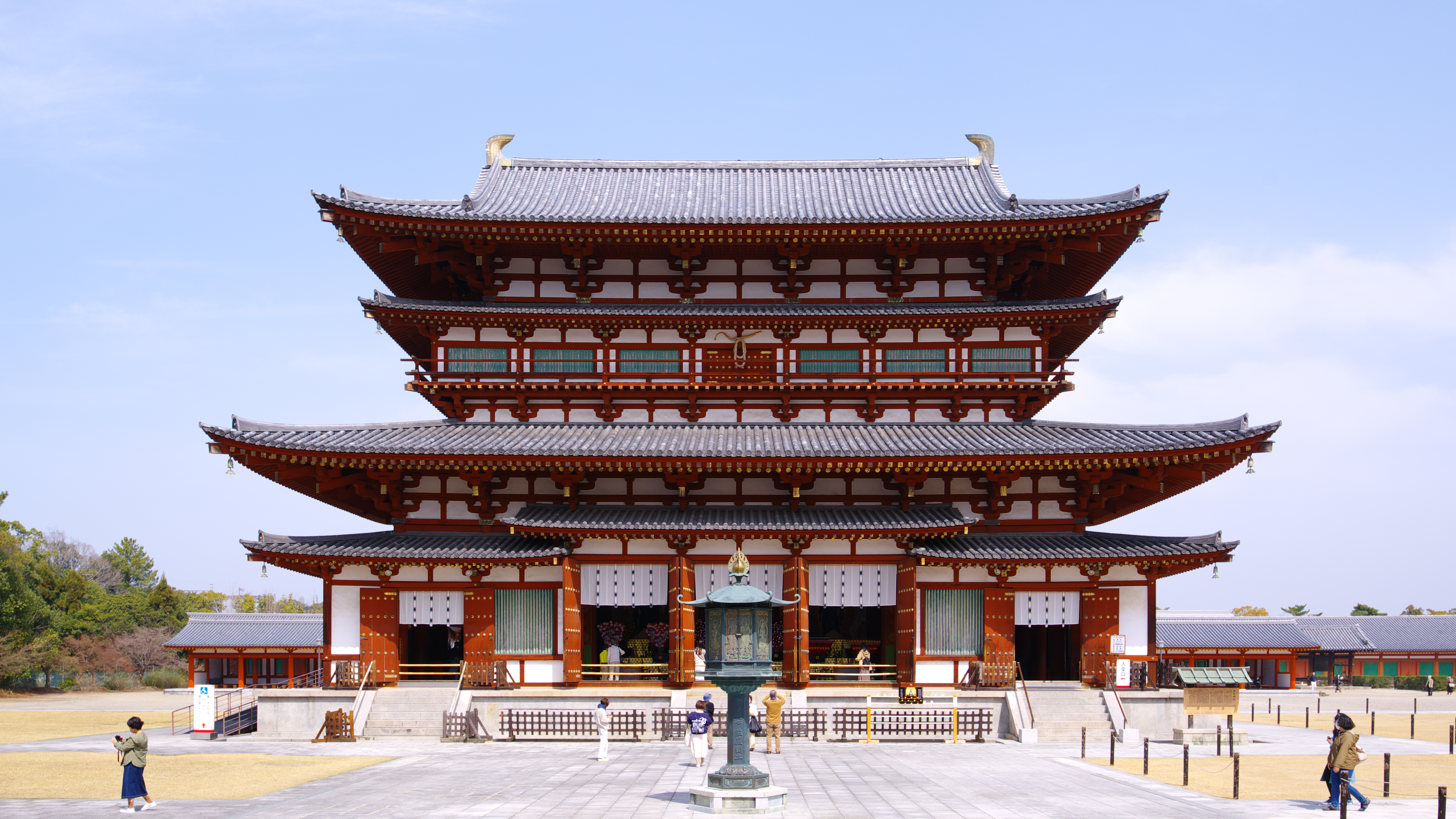
Храм Якусидзи

Храм представляет традицию хоссо. Храм знаменит скульптурной триадой Якуси, включающей Якуси-нёрай (Будду медицины) и бодхисаттв Чандрапрабху и Сурьяпрабху. Храм входит в число семи крупнейших южных храмов юга.

## История
Храм был основан в 680 году в Фудзиваракё императором Тэмму, строительство затянулось и император умер. Только в 697 году была установлена статуя Якуси-нёрай, а в 697 году строительство храма было завершёно.
Храм был перенесён в Нару в 710 году, полностью перенесение храма завершилось в 718 году.
В храмовый комплекс входит Кондо (Главный зал), кодо (Лекционный зал), Восточная и Западная пагоды. Структура храма символизирует буддийский рай на земле. Храм пережил несколько пожаров и стихийных бедствий, и пострадал во время гражданской войны в 1528 году. В пожаре 1528 года сгорело все, кроме Восточной пагоды, которая на настоящее время является одной из самых древних деревянных построек на Земле.
Основной зал, пострадавший от пожара, был реконструирован в 1970 году.
Храм ассоциируется с деятельностью китайского монаха Сюаньцзана (Гэндзо-Сандзо), который учился в Индии с 627 по 645 и пробыл долгое время в монастыре Наланда, принёс и перевёл большое количество буддийских сочинений. Настенная роспись храма рассказывает о путешествии Сюаньцзана в Индию.